# Racica

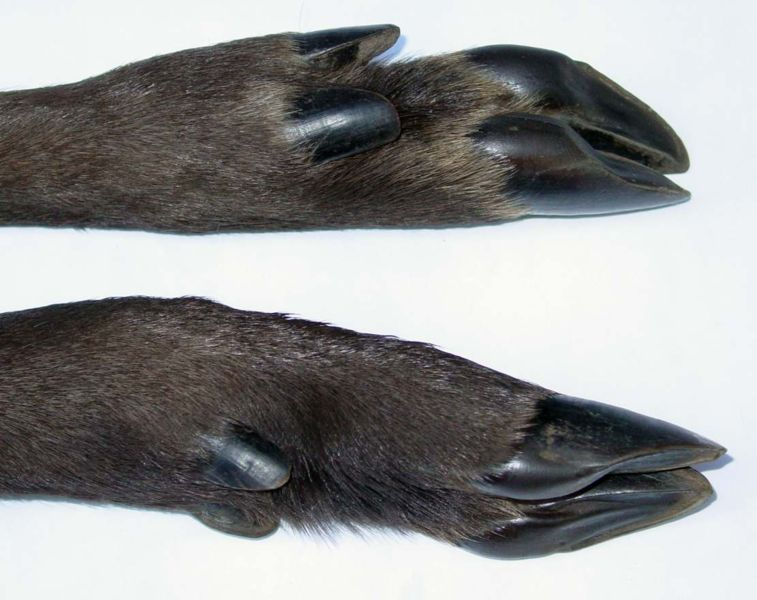
Racice sarny

Racica – hodowlana nazwa kopyta osłaniającego III lub IV palec ssaków parzystokopytnych. Stanowi wytwór naskórka w formie puszki rogowej, będącej okrywą dla ostatniego członu palca. Osłony na palcach II i V nazywane są raciczkami (paraungulae) lub racicami rzekomymi.
Budowa racicy różni się od typowego planu budowy kopyta (np. kopyta końskiego) głównie kształtem puszki rogowej, w tym podeszwy. Zewnętrzne ściany boczne puszki racicznej mają kształt zależny od gatunku. U większości są w różnym stopniu łukowato wygięte. Ściany wewnętrzne (międzyraciczne) są lekko wklęsłe. Gładka podeszwa racicy nie tworzy typowej dla kopyta nieparzystokopytnych strzałki kopytowej.
Racice występują u takich gatunków zwierząt hodowlanych jak: bydło, owce, kozy i świnie.
Profilaktyka i leczenie chorób racic stanowi istotne wyzwanie, zwłaszcza w wielkostadnej hodowli zwierząt. Do podstawowych schorzeń racic i skóry palców u bydła należą:
- ochwat,
- zanokcica,
- wrzód racicy,
- zapalenie skóry szpary międzyracicowej (kulawka),
- brodawczakowate zapalenie skóry palców (ang. papillomatosus digital dermatitis).